# Chalcura rufiventris
Chalcura rufiventris är en stekelart som först beskrevs av Walker 1862.  Chalcura rufiventris ingår i släktet Chalcura och familjen Eucharitidae. Inga underarter finns listade i Catalogue of Life.